# オスカー・スバーン

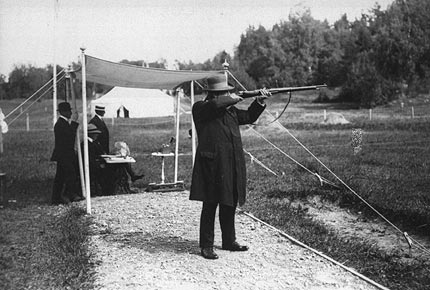
1912年のストックホルムオリンピックに出場するオスカー・スバーン

オスカー・スバーン（Oscar Gomer Swahn、1847年10月20日 - 1927年5月1日）は、スウェーデンの射撃競技選手である。3度のオリンピックに出場し、複数のメダルを獲得した。
1908年ロンドンオリンピックで、オスカー・スバーンはランニングディア単発で2つの金メダル（個人、団体）を獲得し、ランニングディア双発個人で銅メダルを獲得した。この時60歳で、当時の最年長金メダリストであったジョシュア・ミルナーよりも1歳若いだけだった。
祖国で行われた1912年のストックホルムオリンピックでは、ランニングディア単発団体で再び金メダルを獲得した。ランニングディア双発個人でも再び銅メダルを獲得したが、ランニングディア単発個人では5位に留まり、息子のアルフレッド・スバーンに優勝を譲った。この時64歳で、今日でも破られていない最年長の金メダル獲得記録を更新した。
1920年のアントワープオリンピックには、出場者中最年長の72歳で出場した。これは、オリンピックに出場した最年長記録となった。ランニングディア単発団体では4位に入り、ランニングディア双発団体では銀メダルを獲得して現在でも最年長のオリンピックメダリストとなった（芸術競技を除く）。
1924年のパリオリンピックには、病気のため出場することができなかった。
1908年、1912年、1920年の3度のオリンピックでオスカー・スバーンが出場したすべての団体競技において、息子のアルフレッド・スバーンも同じチームに所属していた。アルフレッドは個人種目では、銅メダル1つ、銀メダル1つ、金メダル2つを獲得した。